# Rózsaszínű nyálkásgomba
A rózsaszínű nyálkásgomba (Gomphidius roseus) a nyálkásgombafélék családjába tartozó, Eurázsiában és Észak-Amerikában honos, fenyvesekben élő, ehető gombafaj. Más nevei: rózsapiros nyálkásgomba, rózsás nyálkásgomba

## Megjelenése
A rózsaszínű nyálkásgomba kalapja 3–6 cm széles, kezdetben félgömb alakú, majd domborúan, végül kissé tölcséresen kiterül. Széle sokáig begöngyölt. Felszíne nedves időben tapadós, szárazon fénylő. Színe rózsás, pirosas.
Húsa fehéres, a kalapbőr alatt rózsás, sérülésre nem színeződik. Szaga gyümölcsös, íze enyhe.
Ritkán álló, vastag lemezei tönkre lefutók. Színük kezdetben fehér, idősebben szürkés, végül megfeketednek.
Tönkje 4-6 cm magas és 1-1,5 cm vastag. Alakja hengeres, lefelé vékonyodó. Színe fehéres, a tövénél gyakran rózsás. Fiatalon fehér, pókhálószerű részleges burok védi, amely idővel szétszakad és gyapjasan megvastagodó gallérzóna marad belőle, amit a kihulló spórák sötétre színeznek.
Spórapora feketésbarna. Spórája ellipszis, széles orsó alakú, sima, mérete 16–20 x 5–8 μm.

### Hasonló fajok
A barna nyálkásgombával vagy a vöröses nyálkásgombával lehet összetéveszteni.

## Elterjedése és termőhelye
Eurázsiában és Észak-Amerikában honos. Magyarországon ritka, csak a Vendvidéken és a Kőszegi-hegységben él, a Mátrából és a Zemplénből kipusztult. 
Savanyú talajú fenyvesekben él kéttűs fenyők alatt, mindig tehéntinóru társaságában, amely micéliumának lehetséges, hogy a parazitája. Szeptembertől októberig terem. 

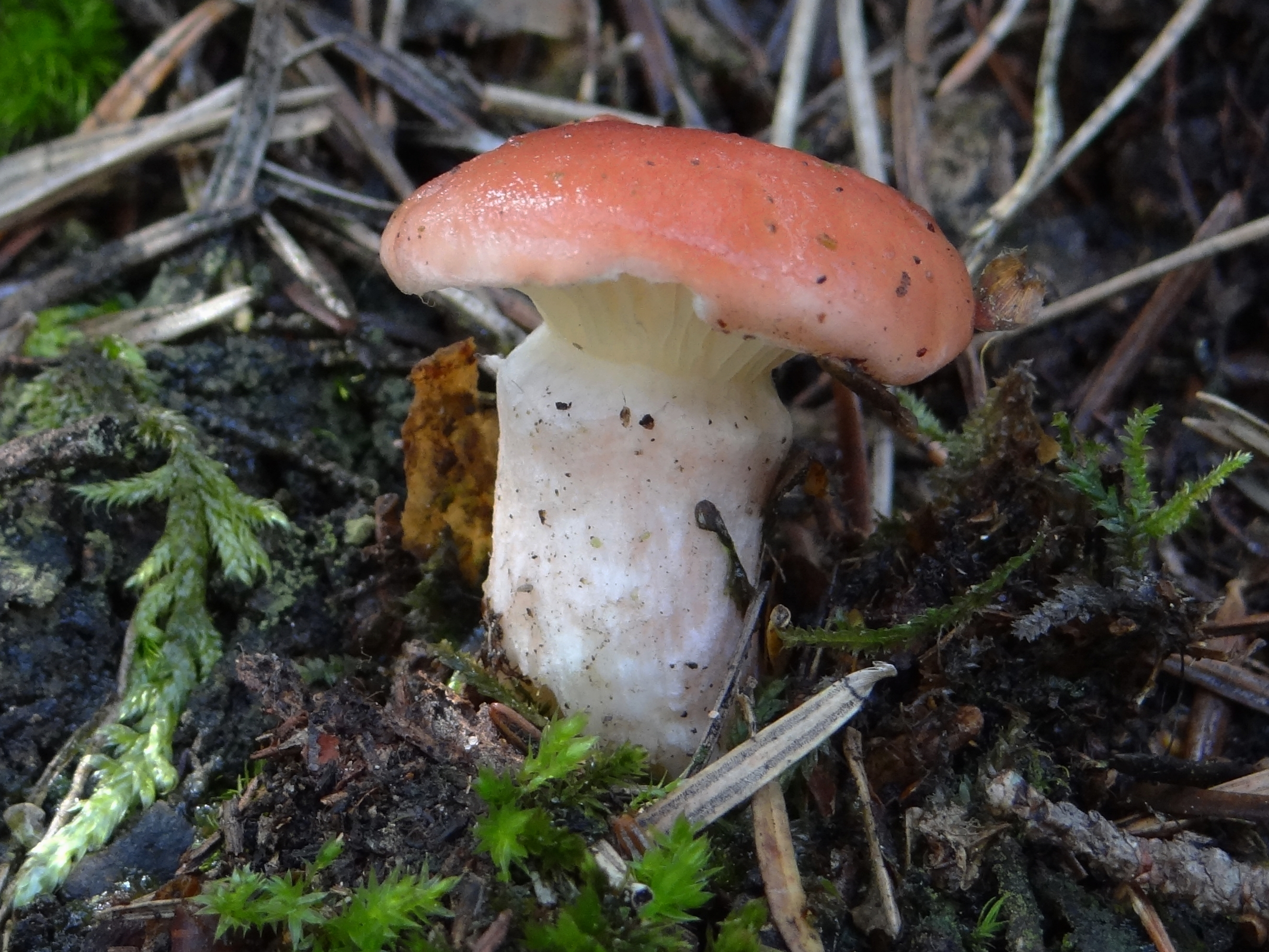
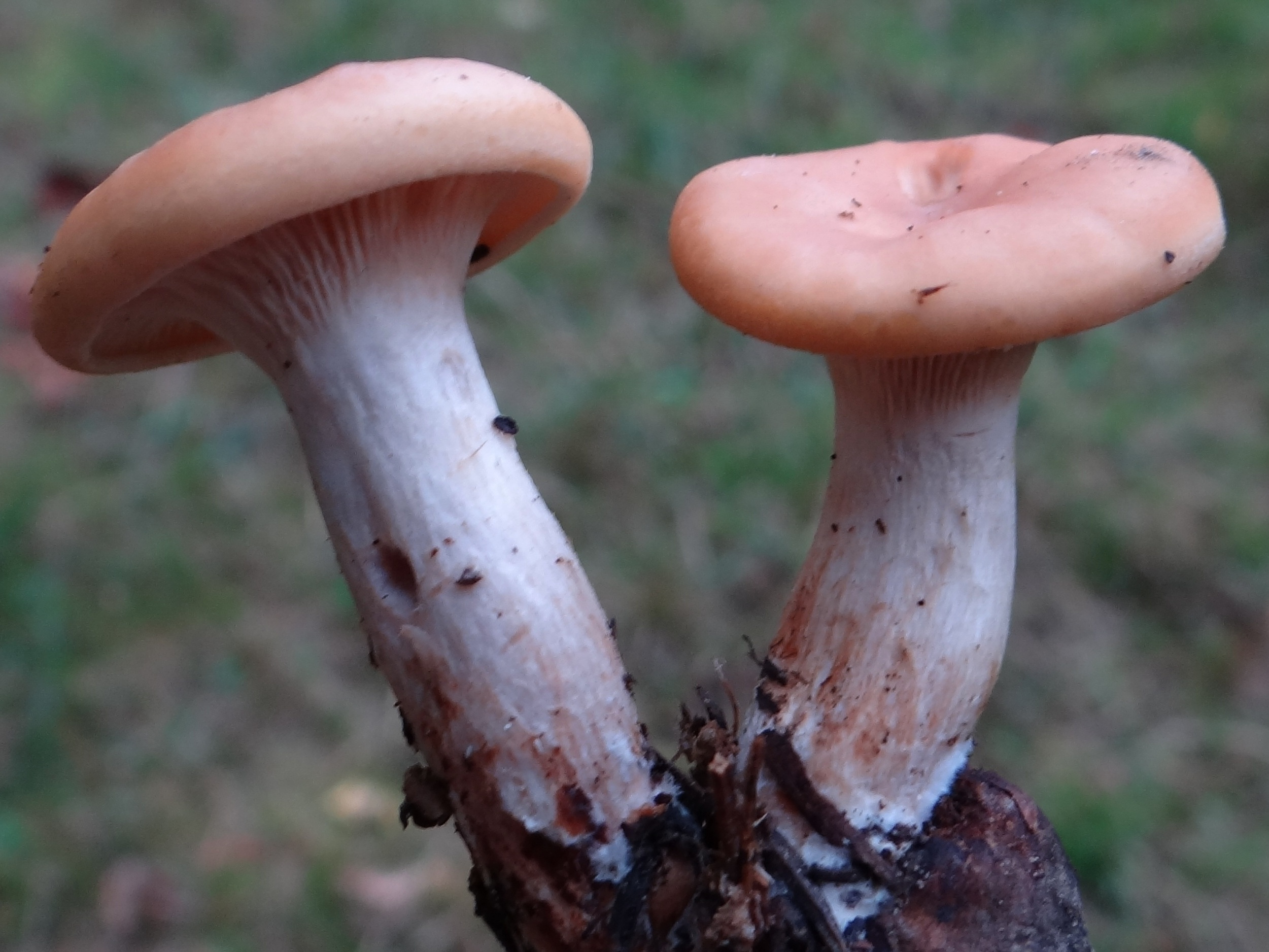
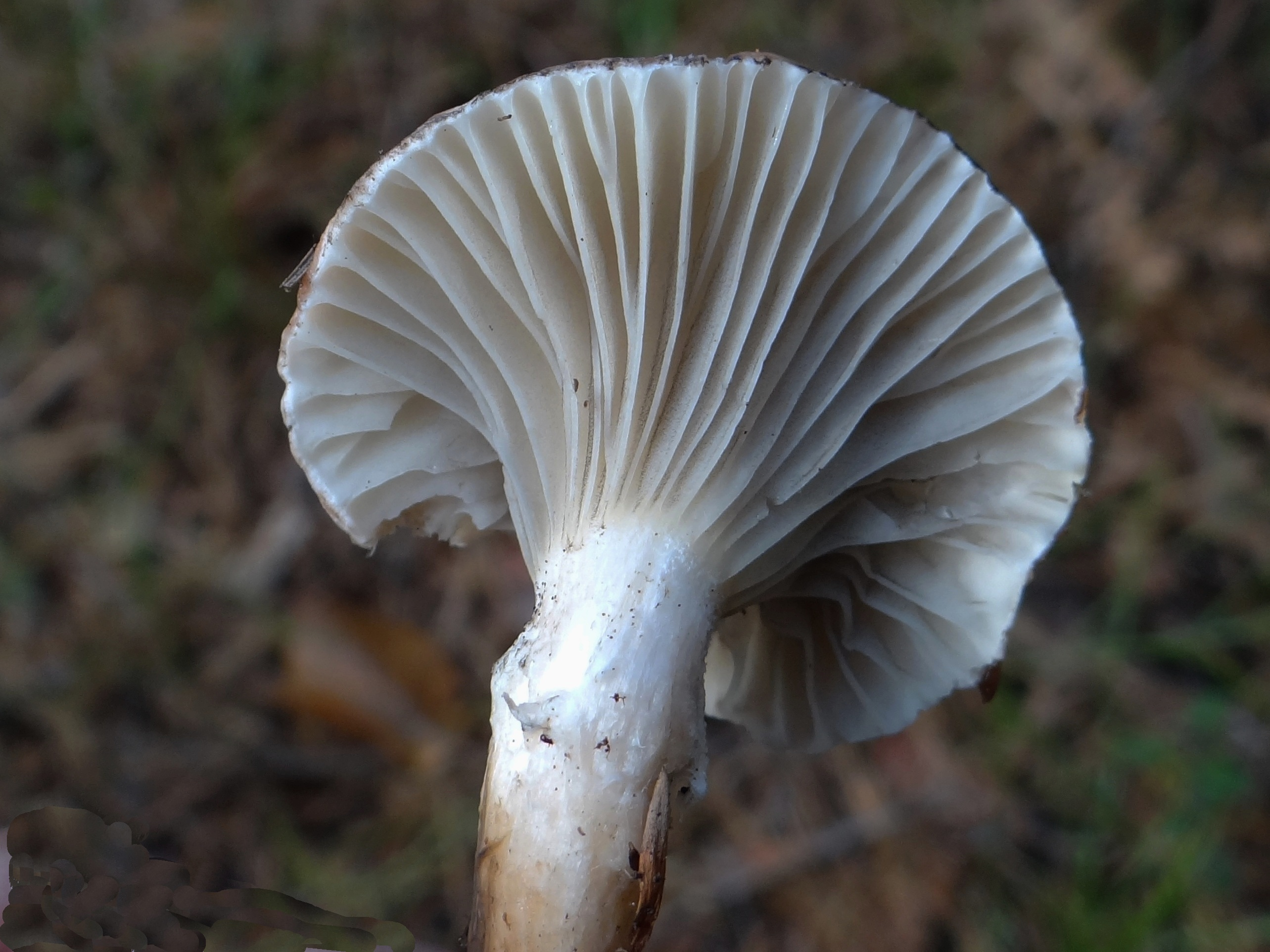
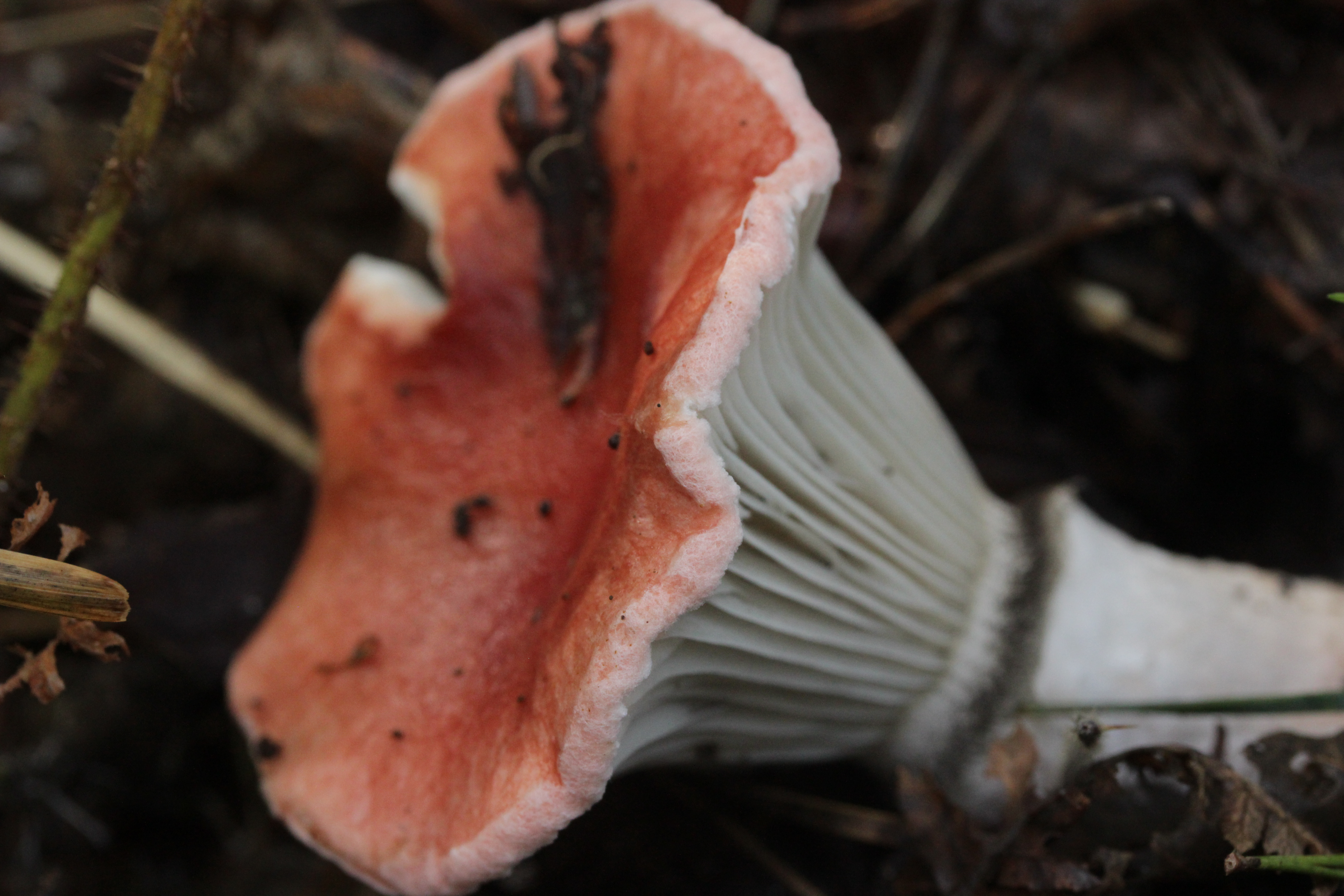
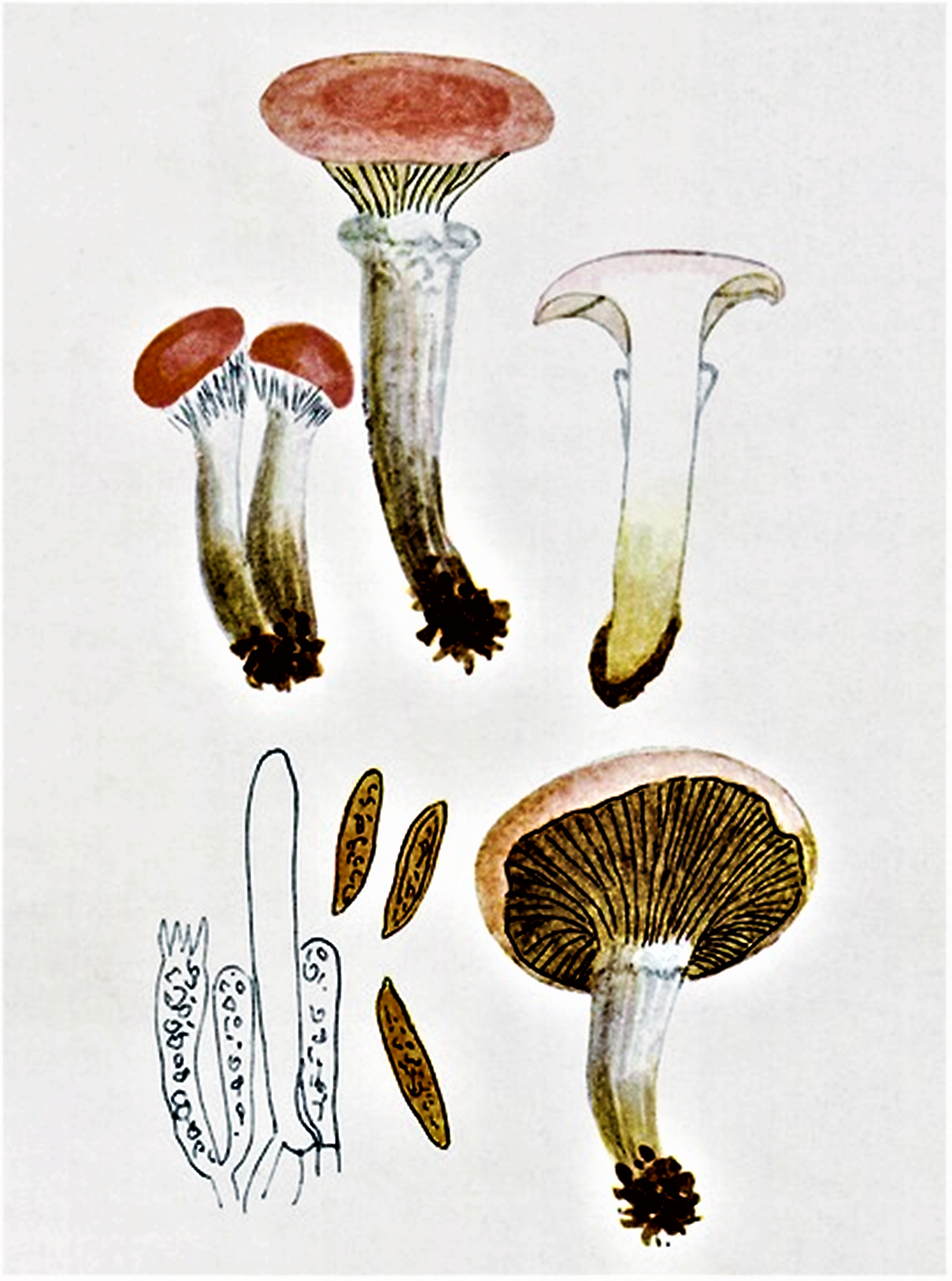

Ehető gomba.